# Geografia Armenii

Położenie Armenii

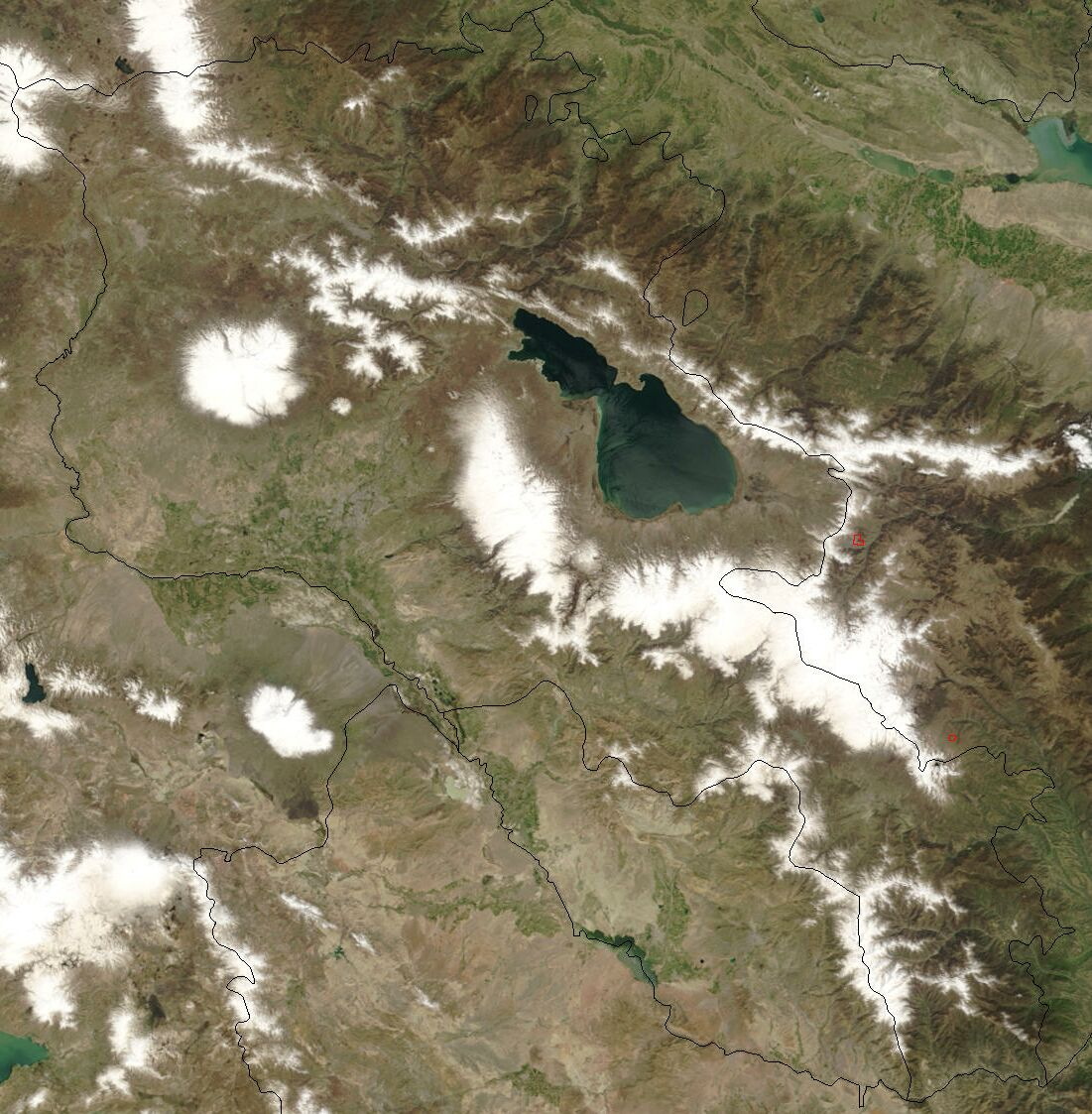
Armenia – zdjęcie satelitarne

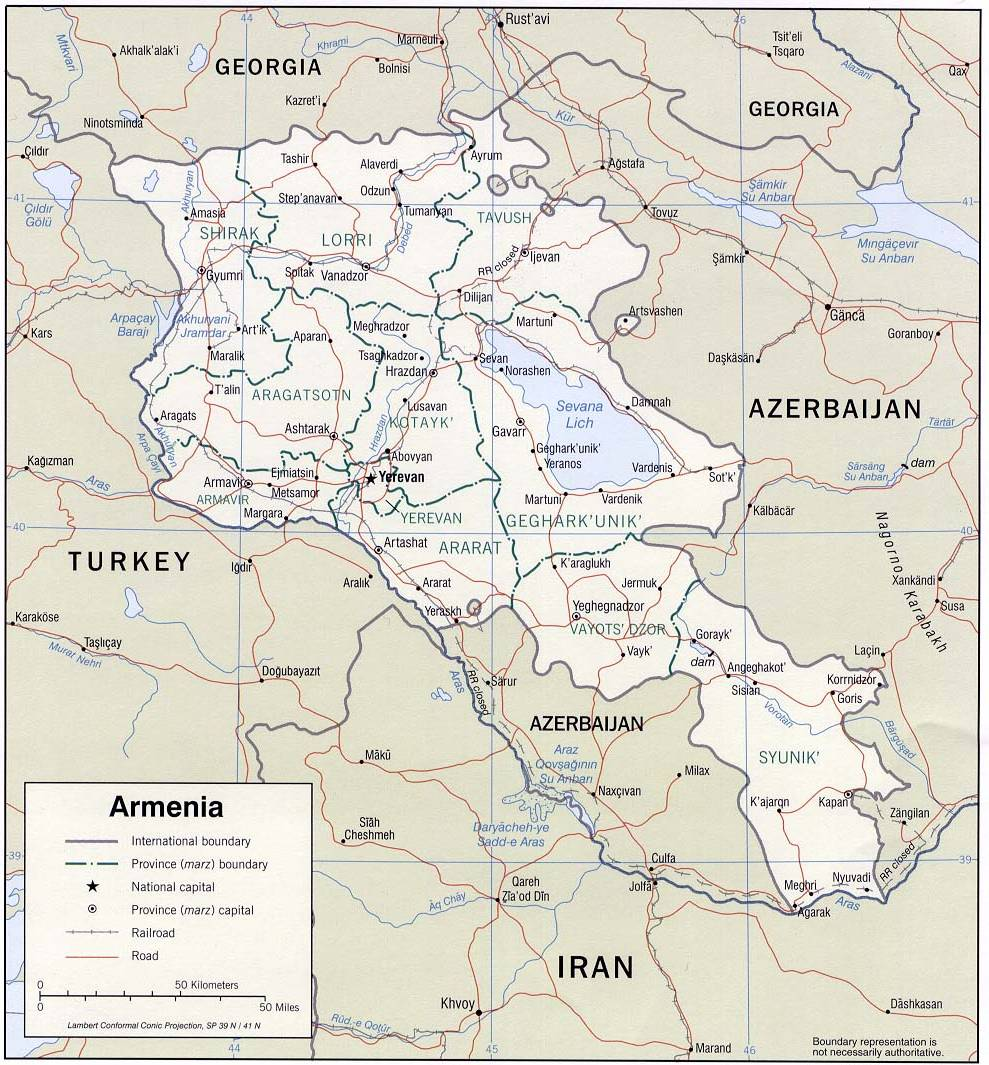
Mapa Armenii

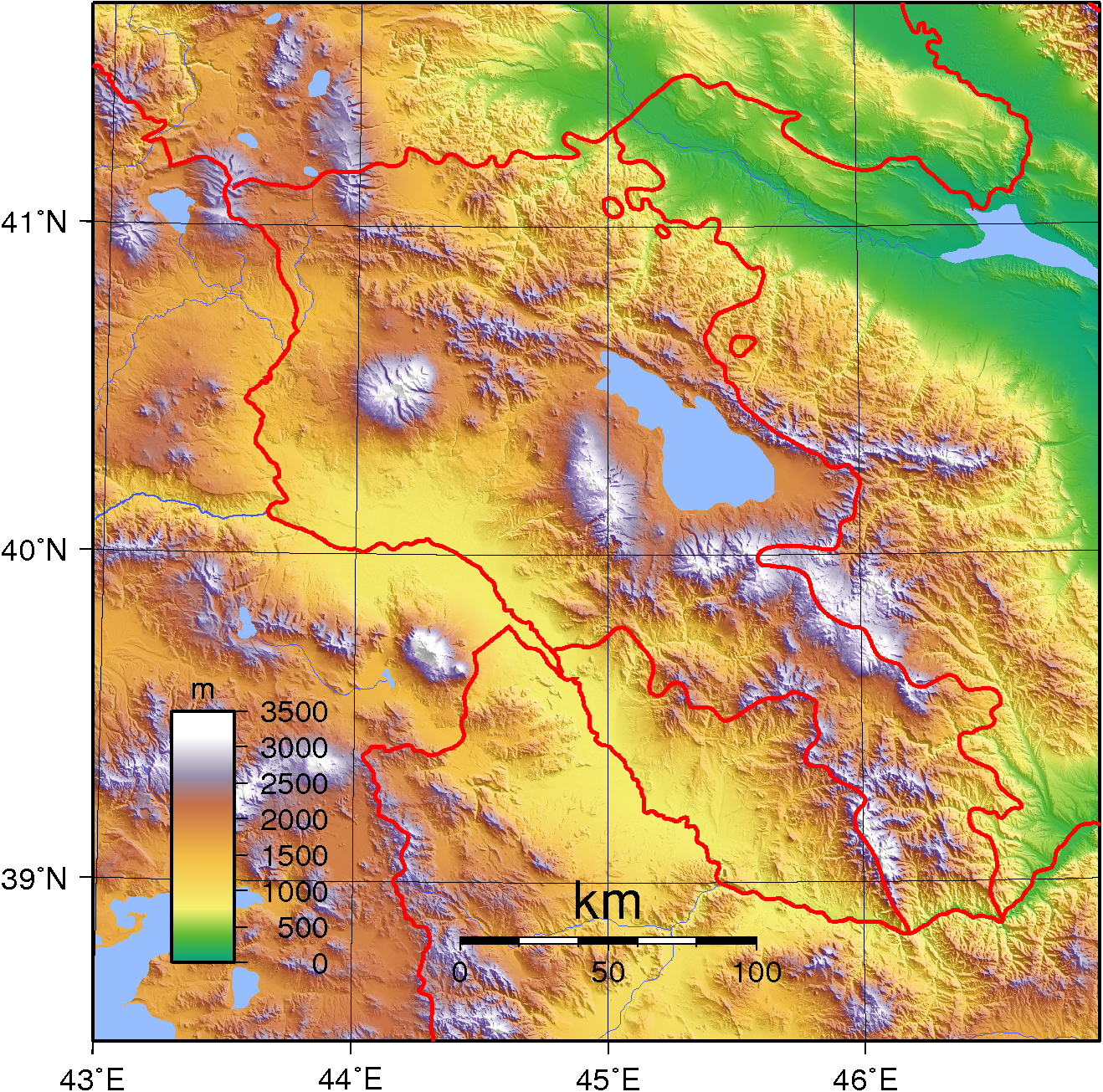
Mapa topograficzna Armenii

Geografia Armenii – dziedzina nauki zajmująca się badaniem Armenii pod względem geograficznym.
Armenia, jedno z najmniejszych państw Azji (29 743 km²), leżące na Zakaukaziu. W latach 1936–1991 należało do ZSRR, zaś po upadku komunizmu uzyskało niepodległość.

## Położenie i powierzchnia
Armenia leży w południowo-zachodniej Azji, na Zakaukaziu , pomiędzy Turcją a Azerbejdżanem . Pod względem geopolitycznym zaliczana jest do Europy i/lub do Bliskiego Wschodu . Obejmuje północno-wschodnią część Wyżyny Armeńskiej ograniczonej Małym Kaukazem .
Powierzchnia kraju wynosi 29 743 km² (28 203 km² zajmuje ląd a 1540 km² wody) . Armenia graniczy z czterema państwami  : od północy i wschodu z Azerbejdżanem (granica ma 996 km) i Gruzją (219 km), od południowego wschodu z Iranem (44 km) i od zachodu z Turcją (311 km). Armenia nie ma dostępu do morza, a jej największym zbiornikiem wodnym jest jezioro Sewan .
W latach 1936–1991 Armenia należała do Związku Socjalistycznych Republik Radzieckich, zaś po upadku komunizmu ogłosiła niepodległość 23 września 1991 roku . Armenia rości sobie prawa do regionu Górskiego Karabachu – zamieszkanego głównie przez etnicznych Ormian, a znajdującego się na terytorium Azerbejdżanu . W latach 90. XX w. armeńskie siły zbrojne Karabachu zajmowały większość południowo-zachodniego Azerbejdżanu, a po zawarciu porozumienia po konflikcie w 2020 roku zostały zmuszone do wycofania się z większości tego obszaru .

## Budowa geologiczna i rzeźba terenu

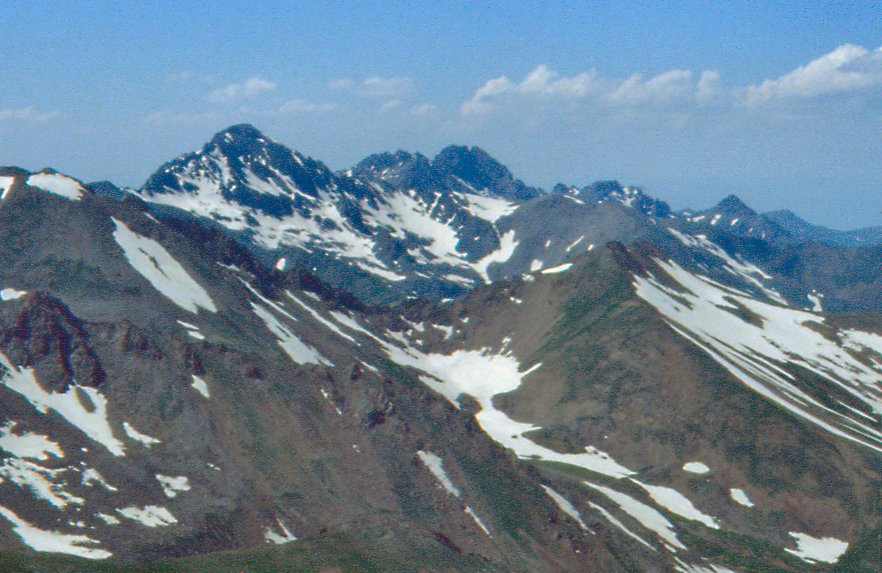
Kaputdżuch lerr

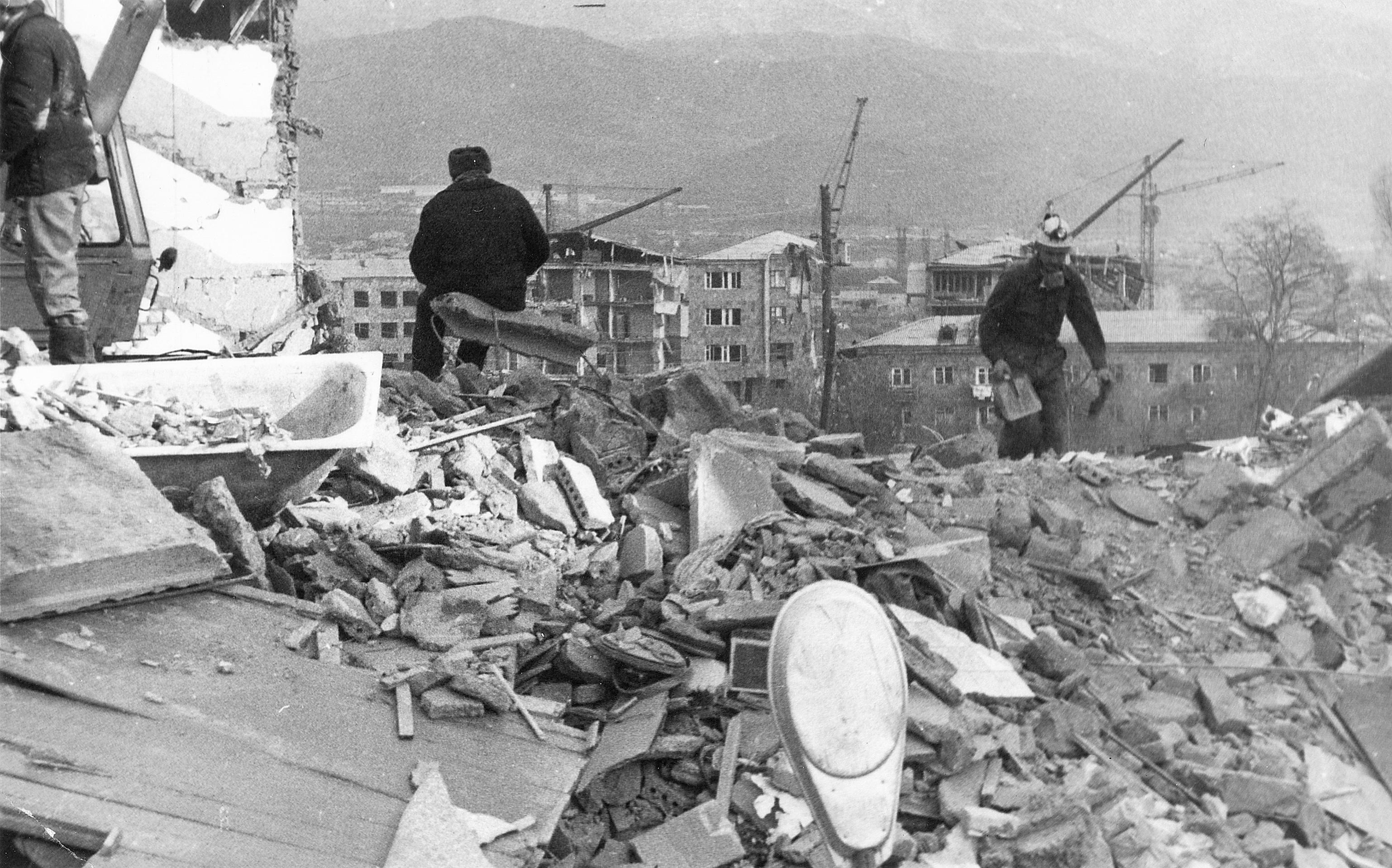
Ruiny miasta Spitak po trzęsieniu ziemi w 1988 roku

Armenia charakteryzuje się górzystym krajobrazem – średnia wysokość terenu wynosi 1800 m n.p.m.  Obszary pomiędzy 1000 a 2000 m n.p.m. stanowią prawie połowę powierzchni kraju , a jedynie 10% kraju leży poniżej 1000 m n.p.m.  Najwyższym szczytem kraju jest obecnie wygasły wulkan Aragac o wysokości 4090 m n.p.m.  w północno-zachodniej części Wyżyny Armeńskiej . Region ten charakteryzuje się wysokimi pasmami górskimi, głębokimi dolinami i płaskowyżami wulkanicznymi z licznymi wygasłymi wulkanami . Od północy i wschodu wyżynę ograniczają pasma Małego Kaukazu .
Wschodnią część kraju zajmuje basen jeziora Sewan otoczony pasmami górskimi wznoszącymi się na ponad 3500 m n.p.m. . Południowo-zachodnia Armenia zajmuje część Równiny Araratu do rzeki Araks, która stanowi granicę z Turcją i Iranem .
Zajmująca powierzchnię niemal całego kraju Wyżyna Armeńska powstała w wyniku trzeciorzędowych i czwartorzędowych ruchów wypiętrzających, podczas których utworzyły się uskoki, zręby i zapadliska. Obszar ten zbudowany jest głównie z bazaltów. Góry fałdowe Armenii są zbudowane z wapieni kredowych i starych skał wulkanicznych. Góry te uległy wypiętrzeniu w środkowym trzeciorzędzie. Później masyw ten uległ zrównaniu, a pod koniec pliocenu i w plejstocenie został podniesiony i utworzył potężne zręby.
Armenia leży na terenie aktywnym sejsmicznie, gdzie występują trzęsienia ziemi  . W wyniku trzęsienia ziemi w grudniu 1988 roku zniszczone zostało miasto Spitak, drugie pod względem liczby mieszkańców miasto Armenii; zginęło wówczas około 25 tys. osób .

## Klimat

Klimat Armenii według klasyfikacji klimatów Köppena

Armenia leży w strefie klimatu podzwrotnikowego, przy czym z uwagi na położenie w otoczeniu wysokich pasm górskich panuje tu suchy klimat kontynentalny . Cechą klimatu Armenii jest duże usłonecznienie .
Opady w ciągu roku pomimo znacznych wysokości nad poziomem morza, są niewielkie. Rocznie spada od 200 do 500 mm deszczu, głównie w okresie wiosennym .
Temperatury w Armenii cechują się dużą skrajnością. Latem na obszarze Kotliny Ararackiej występują upały, około 32 °C. Inne obszary poza masywami górskimi także są dosyć ciepłe w okresie letnim, średnia temperatura na równinie wynosi 25 °C . W górach jest chłodno, średnio od 18 do 20 °C . Zimy są surowe, wszędzie w kraju utrzymuje się ujemna temperatura – średnia temperatura stycznia na równinie i pogórzu wynosi ok. -5 °C, a w górach spada do -12 °C . Napływy powietrza arktycznego czasami powodują gwałtowny spadek temperatury: odnotowany rekord to -46 °C .
| Miesiąc | Sty  | Lut  | Mar  | Kwi  | Maj  | Cze  | Lip  | Sie  | Wrz  | Paź  | Lis  | Gru  | Roczna |
| --- | ---- | ---- | ---- | ---- | ---- | ---- | ---- | ---- | ---- | ---- | ---- | ---- | ------ |
| Średnie temperatury w dzień [°C] | 1.2  | 3.3  | 12.2 | 17.8 | 24.4 | 29.1 | 31.8 | 32.7 | 27.8 | 20.5 | 13.2 | 5.9  | 18,3   |
| Średnie dobowe temperatury [°C] | -3.5 | -1.0 | 5.8  | 12.7 | 17.5 | 21.9 | 26.0 | 25.2 | 20.7 | 13.2 | 6.5  | 0.2  | 12,1   |
| Średnie temperatury w nocy [°C] | -7.5 | -4.9 | 1.2  | 6.7  | 11.3 | 14.4 | 18.5 | 17.9 | 13.1 | 7.7  | 2.5  | -1.8 | 6,6    |
| Opady [mm] | 21.1 | 24.0 | 32.4 | 36.5 | 42.5 | 20.5 | 10.2 | 7.2  | 10.4 | 26.7 | 22.3 | 22.8 | 276,6  |
| Średnia liczba dni z opadami | 5.2  | 5.3  | 5.6  | 6.7  | 8.3  | 4.5  | 2.2  | 2.0  | 1.8  | 4.7  | 4.3  | 5.0  | 55,6   |
| Średnie usłonecznienie [h] | 93   | 108  | 162  | 177  | 242  | 297  | 343  | 332  | 278  | 212  | 138  | 92   | 2474   |
| Źródło: National Oceanic and Atmospheric Administration (średnia temperatura, wilgotność, średnie usłonecznienie, liczba dni z opadami) 2020-12-21 |      |      |      |      |      |      |      |      |      |      |      |      |        |
| Źródło #2: Wetterkontor.de (najwyższa i najniższa temperatura) 2020-12-21                                                                          |      |      |      |      |      |      |      |      |      |      |      |      |        |

## Wody

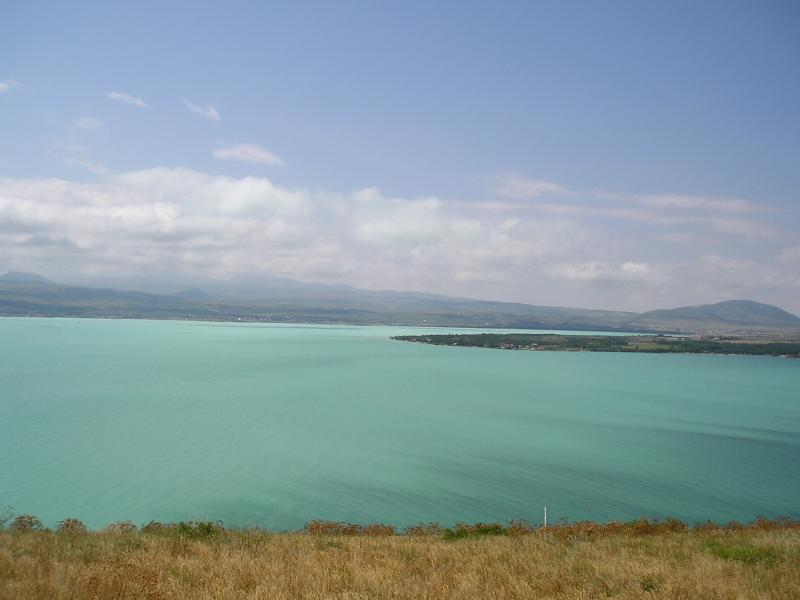
Jezioro Sewan

Dwie trzecie opadów Armenii ulega ewaporacji i jedna trzecia przenika przez porowate skały wulkaniczne .
Wiele rzek w Armenii jest krótkich i burzliwych z licznymi bystrzami i wodospadami . Poziom wody jest najwyższy podczas wiosennego topnienia śniegów i podczas jesiennych opadów . Niektóre rzeki mają duży potencjał hydroenergetyczny z uwagi na znaczne różnice wysokości na ich długości .
Większość rzek znajduje się w dorzeczu rzeki Araks – największej rzeki Armenii , która jest dopływem Kury uchodzącej do Morza Kaspijskiego . Główne dopływy Araksu to lewobrzeżne: Achurian (ok. 209 km długości), Hrazdan (ok. 145 km), Arpa (ok. 129 km) i Worotan (ok. 179 km) . Inne większe rzeki Armenii to Debed (ok. 175 km) i Ağstafa (ok. 129 km) .
Na terenie Armenii znajduje się ponad 100 jezior , z których największym jest Sewan o pojemności 39 km³, z którego wypływa jedna rzeka – Hrazdan .

## Gleby
Na terenie Armenii występuje ponad 15 typów gleb – m.in. jasnobrązowe gleby aluwialne, gleby brunatne, występujące w górach i czarnoziemy, które pokrywają znaczną część wyższego regionu stepowego .

## Flora i fauna
Wyżyna Armeńska leży na styku różnych regionów biogeograficznych i charakteryzuje się dużą różnorodnością krajobrazu . Ne terenie Armenii znajduje się 36 obszarów chronionych, na które składają się: 3 obszary konwencji ramsarskiej, 4 parki narodowe, 3 rezerwaty rangi krajowej oraz 25 rezerwatów przyrody.

### Flora

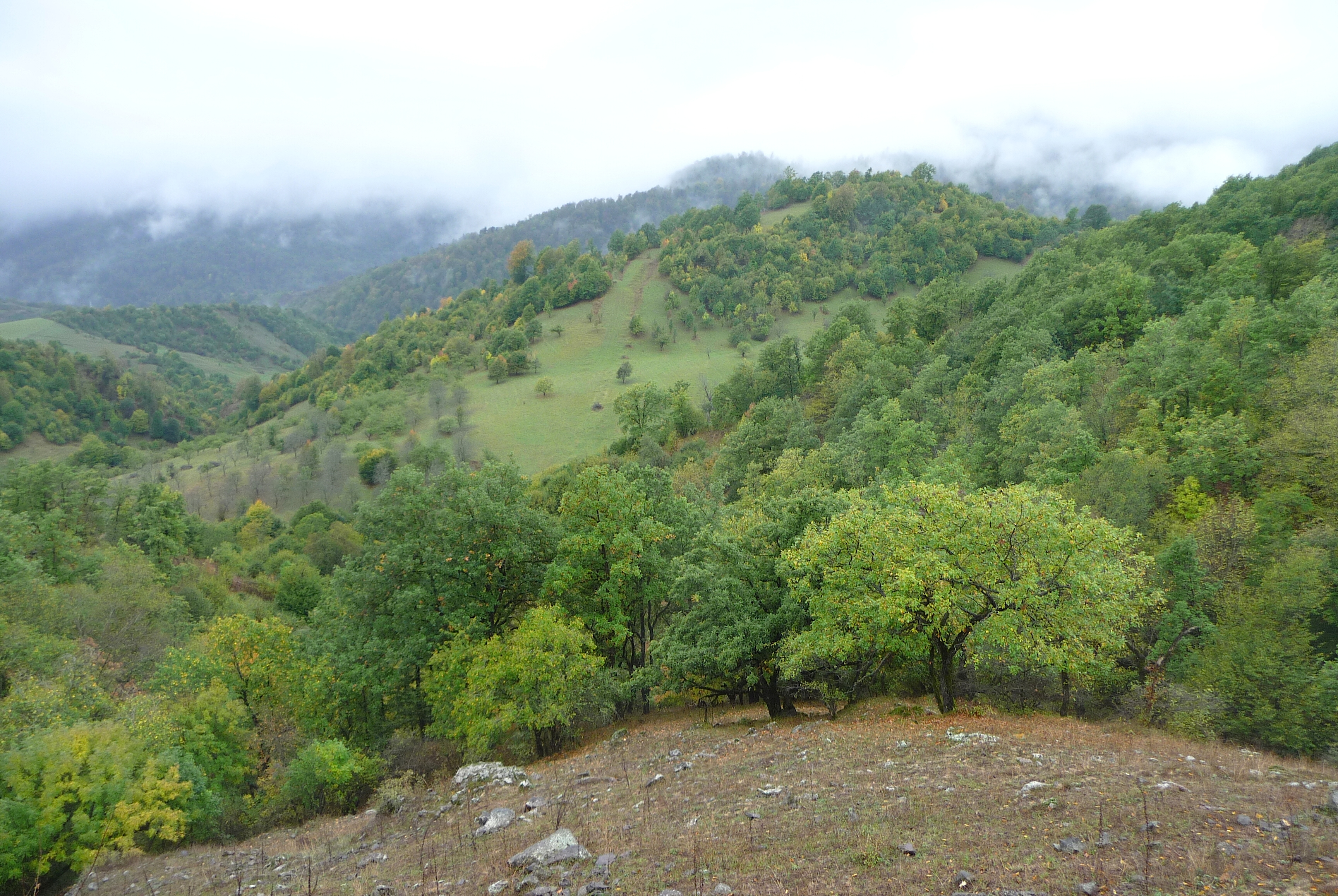
Park Narodowy „Dilidżan”

Występuje piętrowość roślinna: najniżej położona jest strefa półpustynna, wyżej znajdują się kolejno strefy: stepowa, leśna, łąk alpejskich i tundry . Roślinność w Armenii jest dobrze zachowana, występuje ponad 3000 gatunków roślin .
W strefie półpustynnej rosną rośliny odporne na suszę, takie jak szałwia, jałowiec, tarnina, dzika róża i wiciokrzew .
Góry do wysokości 2000 m n.p.m. porasta roślinność stepowa – w niższych partiach występują odporne na suszę trawy, a w wyższych kolczaste krzewy i jałowiec .
Wyżej góry porastają lasy, które zajmują prawie 10% powierzchni kraju . W północno-wschodniej części dominuje buczyna, a w południowo-wschodniej dębina . W dolnych partiach lasów występują jagody, pistacje, wiciokrzewy i derenie .
W wyższych partiach występuje roślinność subalpejska i alpejskie łąki . Wyżej rośnie tundra .

### Fauna
Strefę półpustynną zamieszkują dziki, żbiki, szakale, żmije i skorpiony . Lasy zamieszkują: niedźwiedzie syryjskie, żbiki, rysie i wiewiórki; z ptaków – słonki, rudziki, sikory i dzięcioły .
W strefie alpejskiej żyje wiele ptaków, m.in. górniczek zwyczajny i orłosęp; ssaki reprezentowane są m.in. przez kozy bezoarowe, dzikie owce i muflony .

## Demografia
Liczba ludności Armenii w 2020 roku szacowana jest na nieco ponad 3 miliony, a większość ludzi mieszka w północnej części kraju . 98,1% ludności to Ormianie a 1,2% to Jezydzi (Kurdowie) (dane szacunkowe za 2011 rok) , a pozostała część populacji to Rosjanie, Ukraińcy, Asyryjczycy i inne grupy . Językiem urzędowym jest język ormiański, przy czym język rosyjski jest w powszechnym użyciu .
92,6% mieszkańców należy do Apostolskiego Kościoła Ormiańskiego, 1% to ewangelicy, 2,4% deklaruje „inne wyznanie”, 1,1% brak wyznania, a 2,9% nie określa wyznania(dane szacunkowe za 2011 rok) .
63,8% ludności zamieszkuje miasta, a 36,2% tereny wiejskie (stan na 2018 rok) .
Wielu Ormian mieszka zagranicą – w licznych falach emigracji wskutek konfliktów w XIX w. i XX w. z kraju wyjechały miliony osób; szacuje się, że 5 milionów Ormian żyje zagranicą, przede wszystkim w Stanach Zjednoczonych i byłych republikach ZSRR .

## Gospodarka
W okresie ZSRR w Armenii rozwinął się nowoczesny sektor przemysłowy, dostarczający obrabiarki, tekstylia i inne wyroby do innych republik w zamian za surowce i energię . Trzęsienie ziemi w grudniu 1988 roku zniszczyło prawie jedną trzecią bazy przemysłowej, co przyczyniło się do osłabienia gospodarki . Konflikt w Górskim Karabachu oraz konflikt w sąsiedniej Gruzji doprowadziły do przerw w dostawach energii i gazu, co dodatkowo osłabiło gospodarkę . Granice z Azerbejdżanem i Turcją zostały zamknięte w 1991 i w 1993 roku, co przyczyniło się do izolacji handlowej Armenii .
W latach 90. XX w. Armenia przeprowadziła szereg reform strukturalnych i w 1993 roku wprowadziła własną walutę . W styczniu 2003 roku Armenia przystąpiła do Światowej Organizacji Handlu .
Gospodarka Armenii opiera się w dużym stopniu na rolnictwie – 40% armeńskiego PKB wytwarzane jest w rolnictwie, gdzie zatrudnienie znajduje 20% siły roboczej . Głównymi obszarami działalności rolniczej są winogrodnictwo i sadownictwo – uprawiane są jabłka, wiśnie, gruszki, orzechy, migdały, granaty i figi .
Sektor przemysłowy uzależniony jest od importu energii i surowców . Gospodarka armeńska zależna jest od wsparcia Rosji, szczególnie w sektorze energetycznym . W 2015 roku Armenia przystąpiła do Euroazjatyckiej Unii Gospodarczej, a w 2017 roku podpisała umowę o partnerstwie z Unią Europejską .